# 王冕 (正德進士)
王冕（1475年—1524年），字服周，河南河南府洛陽縣人，軍籍，明朝政治人物。

## 生平
正德十一年河南鄉試第七名。正德十二年（1517年）丁丑科會試第一百六十七名，第三甲第一百零四名進士。大理寺观政，授江西萬安縣知縣。正德十四年（1519年）寧王朱宸濠叛亂，王冕募兵隨王守仁平叛，大敗敵軍，捉獲寧王。
嘉靖年間，遷兵部主事，巡守山海關，因兵變被殺。詔贈光祿寺少卿，命建祠祭祀。

## 家族
曾祖父王鑑；祖父王珉，曾任教諭；父親王佐。母李氏。慈侍下。子王西星，鄉試解元。